# Sphinctrina porrectula
Sphinctrina porrectula är en lavart som beskrevs av Nyl. Sphinctrina porrectula ingår i släktet Sphinctrina och familjen Sphinctrinaceae.   Inga underarter finns listade i Catalogue of Life.